# Кедровка (Березовський міський округ)
Ке́дровка (рос. Кедровка) — селище у складі Березовського міського округу Свердловської області.
Населення — 2486 осіб 2010, 2445 у 2002).
До 12 липня 2004 року селище мало статус селища міського типу.